# Flore fossile
Une flore fossile est un ensemble d'espèces végétales qui se sont développées à une certaine période géologique dans le passé sur une zone spécifique. Elles sont mises au jour sur la base de recherches paléobotaniques, par exemple grâce à des restes de plantes comme les fossiles.

## Intérêt scientifique
L'étude d'une flore fossile renseigne à la fois l'histoire évolutive des végétaux ainsi que celle du climat de la zone étudiée.

## Localisation

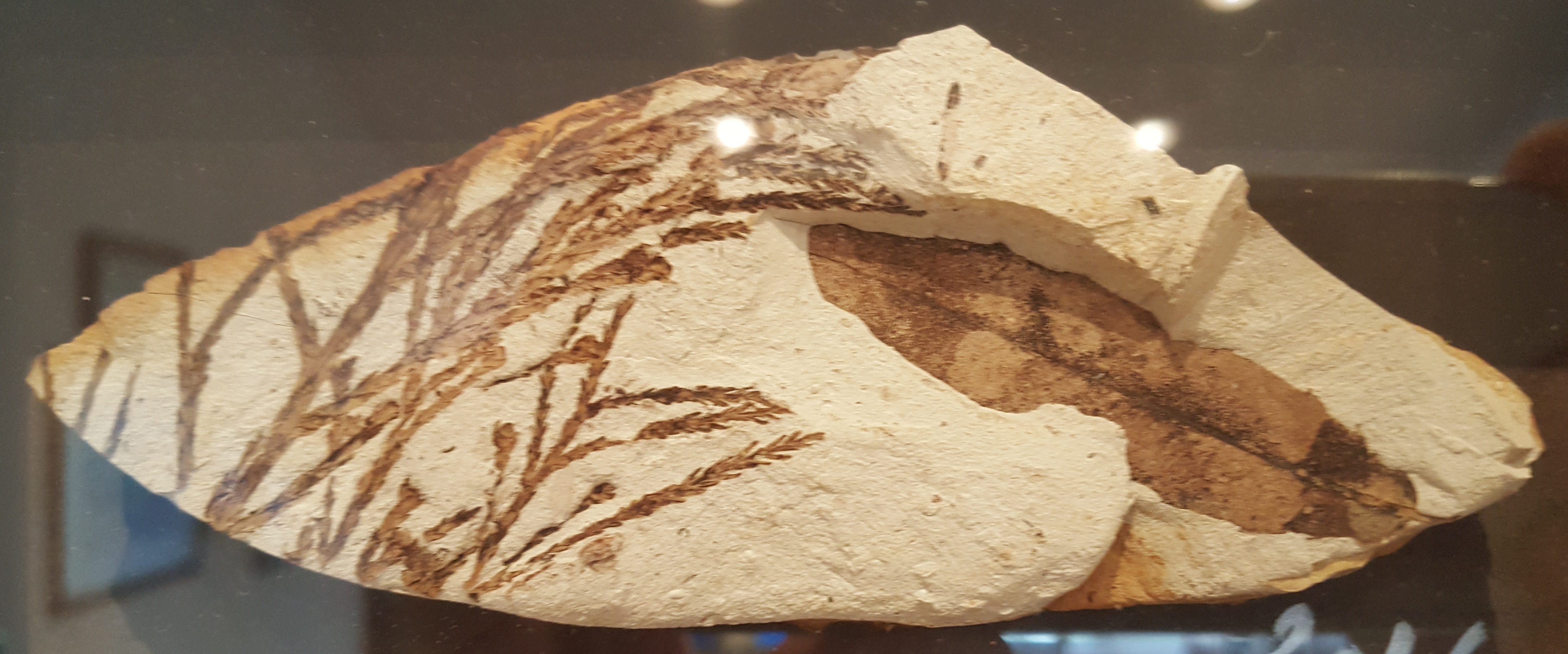
Feuilles fossilisées de Glyptostrobus europaeus (à gauche) et de Quercus drymeya (à droite) récoltées près de Belpınar, dans le district de Kızılcahamam.

### En France métropolitaine
Les principaux gisements de flore fossile se localisent dans le sud-est de la France, dans le bassin minier au nord, et dans le bassin de la Loire.

### Hors de France
L'étude de la flore fossile de plusieurs mines par Hanna Czeczott. La flore fossile du district de Kızılcahamam.